# Invasione silenziosa
Invasione silenziosa (The Quiet Invasion) è un romanzo di fantascienza scritto da Sarah Zettel pubblicato nel 2000. 

## Trama
La fondatrice di Base Venusa, la prima colonia completamente funzionante della Terra su Venere, la dottoressa Helen Failia, fa di tutto perché la sua Base prosperi, ma Base Venusa dipende ancora dalla Terra, come le altre colonie. L'ONU vuole tagliare i fondi a Base Venusa, che dovrà chiudere, per fortuna i suoi ricercatori scoprono appena in tempo un manufatto alieno, se confermato potrebbe portare alla raccolta di fondi privati per salvare la Base. Ma nell'atmosfera di Venere ci sono anche altri scienziati, la razza del Popolo ha bisogno di Venere perché il pianeta d'origine sta morendo, e sta preparando Venere di nascosto da alcuni anni. Per fortuna dei terrestri il Popolo ha un'etica che preserva la vita, e delle leggi da rispettare sulla proprietà di Venere. Ma l'Ambasciatore del Popolo D'seun ha altre idee, ha trovato un "cavillo legale": i pazzi non hanno diritti, anzi si possono liquidare tutti.

## Edizioni
- Sarah Zettel, The Quiet Invasion, Warner Books, 2000.
- Sarah Zettel, Invasione silenziosa, traduzione di Riccardo Valla, collana Urania, n. 1513, Arnoldo Mondadori Editore, 2006.